# Green, Ohio
Green là một thành phố thuộc quận Summit, tiểu bang Ohio, Hoa Kỳ. Năm 2010, dân số của thành phố này là 25699 người.

## Dân số
- Dân số năm 2000: 22817 người.
- Dân số năm 2010: 25699 người.